# Marina Piperno
Marina Piperno (Roma, 22 marzo 1935) è una produttrice cinematografica italiana, Nastro d'argento 2011 alla carriera.

## Biografia
Giornalista de Il Paese, si occupa di sport e cinema. Negli anni sessanta si dedica alla produzione cinematografica, fondando nel 1962 la casa di produzione REIAC film. Prima donna italiana a ricoprire questo ruolo, i suoi lavori sono incentrati sulle tematiche sociali e politiche che l'avevano contraddistinta come giornalista. Dagli anni settanta le sue produzioni sono in collaborazione con la RAI.

## Filmografia
- Sierra Maestra, regia di Ansano Giannarelli, (1969)
- Non ho tempo, regia di Ansano Giannarelli, (1973)
- Nella città perduta di Sarzana, regia di Luigi Faccini, (1980)
- Inganni, regia di Luigi Faccini, (1985)
- Aquero, regia di Elisabetta Valgiusti, (1994)

## Premi e riconoscimenti

### Nastro d'argento
- 2011 - Nastro d'argento speciale alla carriera